# Nivaldo Rodrigues Ferreira
Nivaldo Rodrigues Ferreira (* 22. Juni 1988 in Iati) ist ein brasilianischer Fußballspieler.

## Karriere
Nivaldo begann seine Karriere in seinem Heimatland bei ACEC Baraúnas. 2010 wurde der Stürmer vom Alecrim FC verpflichtet. Von 2011 bis 2012 war er in Kasachstan für FK Atyrau in der Premjer-Liga aktiv. 2013 wurde der Brasilianer vom russischen Verein FK Sibir Nowosibirsk unter Vertrag genommen. Bis 2016 spielte er in der russischen 1. Division. Im Februar zog Nivaldo nach Belarus zum FK Homel.